# Abdelaziz Kamara
Abdelaziz Kamara (Saint-Denis, 10 aprile 1984) è un ex calciatore mauritano, di ruolo difensore.

## Carriera
Ha giocato in Francia, Svizzera e Romania.